# Mordella angulata
Mordella angulata är en skalbaggsart som beskrevs av Leconte 1878. Mordella angulata ingår i släktet Mordella och familjen tornbaggar. Inga underarter finns listade i Catalogue of Life.